# الحرب العالمية زد (لعبة فيديو 2019)
الحرب العالمية زد هي لعبة فيديو من نوع تصويب منظور الشخص الثالث تم تطويرها ونشرها بواسطة سايبر إنتراكتيف. تم إصدارها لنظام التشغيل مايكروسوفت ويندوز وبلاي ستيشن 4 وإكس بوكس ون في 16 أبريل 2019، وتم إصدار نسخة نينتندو سويتش في 2 نوفمبر 2021. تم إصدارها أيضًا لـ جوجل ستاديا في 5 أبريل 2022. تم إصدار منافذ بلاي ستيشن 5 وإكس بوكس سيريس إكس وسيريس إس في 24 يناير 2023. تعتمد اللعبة بشكل فضفاض على رواية عام 2006 التي تحمل نفس الاسم وتدور أحداثها في نفس الكون مثل الفيلم المقتبس عام 2013، وتتبع اللعبة مجموعات من أربعة ناجين من كارثة الزومبي في مدن نيويورك والقدس وموسكو وطوكيو ومرسيليا وروما وكامتشاتكا وفينيكس.

## طريقة اللعب
اللعبة عبارة عن لعبة إطلاق نار تعاونية من منظور شخص ثالث حيث يقاتل أربعة لاعبين ضد جحافل ضخمة من الزومبي في سبعة مواقع، بما في ذلك نيويورك والقدس وموسكو وطوكيو ومرسيليا وروما وكامشاتكا.
يمكن للاعبين الاختيار من بين ثماني فئات: حامل السلاح (متخصص في المدى)، وهيلرايزر (متخصص في المتفجرات)، والفيكسر (مهندس)، والمسعف (المعالج)، وسلاشر (متخصص في المشاجرة)، وإكستريميناتور (متخصص في السيطرة على الحشود) ودرون-ماستر (الدعم) وفانغارد (الدفاع). يمكن فتح امتيازات جديدة لكل فئة مع استمرار اللاعبين في التقدم في اللعبة.
يمكن للعبة أن تدعم ما يصل إلى 1000 عدو يظهرون على الشاشة في وقت واحد، ويمكنهم التسلق على بعضهم البعض للوصول إلى اللاعبين في مستوى أعلى. يمكن للاعبين جمع عناصر مختلفة في ساحة المعركة، ولكن يتم إنشاء مواقعهم من الناحية الإجرائية. بالإضافة إلى قتال الزومبي، يحتاج اللاعبون أيضًا إلى إكمال أهداف مختلفة، مثل مرافقة الناجين، في كل موقع.
ينقسم كل موقع، أو حلقة كما هو معروف داخل اللعبة، إلى 3-5 مستويات فردية. بعد إكمال المستوى، يتلقى اللاعبون "إمدادات" بناءً على الهزيمة أو النصر الناتج. يمكن استخدام الإمدادات لترقية الأسلحة وفتح إضافات جديدة. يمكن أيضًا شراء الامتيازات المذكورة أعلاه لفئات معينة باستخدام الإمدادات.
تتميز اللعبة بخمسة أوضاع تنافسية متعددة اللاعبين. يضع وضع «لاعب ضد لاعب ضد زومبي» فريقين من اللاعبين في مواجهة بعضهما البعض بينما تهاجم جحافل الزومبي كلا الفريقين.

## أنماط اللعب

### جماعي (Multiplayer/PvPvZ)
يتنافس ثمانية لاعبين كحد أقصى مقسمين إلى فريقين في الحملة.

## تطوير
عمل ما يقرب من 100 شخص من سايبر إنتراكتيف على اللعبة. قرر الاستوديو استخدام ترخيص الحرب العالمية زد للعبة لأنهم شعروا أن هناك الكثير من المخاطر التي ينطوي عليها تسويق ملكية فكرية جديدة تمامًا. وصف مات كارش، الرئيس التنفيذي لشركة سايبر إنتراكتيف، اللعبة بأنها مزيج من فيلم 2013 ورواية 2006 . جيري لين، الشخصية التي لعبها براد بيت من فيلم 2013، لا تظهر في اللعبة حيث اختار الفريق ضم العديد من الناجين الذين لديهم قصصهم الخاصة. استلهم الفريق من The Chronicles of Riddick: Escape from Butcher Bay [الإنجليزية] عندما كانوا يستكشفون كيف يمكنهم دمج عناصر من الفيلم والكتاب في اللعبة. ألهمت لعبة لفت 4 ديد المطور أيضًا عندما كانوا يصممون طريقة لعب اللعبة. تم استخدام محرك ألعاب خاص يُدعى Swarm Engine لتشغيل اللعبة وتقديم جحافل الزومبي الضخمة.

تم الإعلان عن اللعبة في حفل جوائز اللعبة 2017. تم إصدار اللعبة في 19 أبريل 2019 لأنظمة مايكروسوفت ويندوز وبلاي ستيشن 4 وإكس بوكس ون. عملت شركة فوكيس للترفيه وماد دوغ غيمز كموزعين للعبة.كانت أيضًا حصريًا لمتجر إيبك غيمز ستور. خطط أستديو سايبر لدعم اللعبة من خلال تقديم المزيد من الحلقات والشخصيات والإعدادات وأوضاع اللعبة التنافسية بعد إطلاقها.

## روابط خارجية
- الموقع الرسمي